# Союзов, Михаил Фёдорович
Михаил Фёдорович Союзов (12 (24) мая 1869 — 19 октября 1922) — священник русской православной церкви, священномученик, причислен к лику святых.

## Биография
Родился 12 (24) мая 1869 года в погосте Жерновицы Устюженского уезда Новгородской губернии в семье священника Жерновской Николаевской церкви. 15 апреля 1875 года отца перевели в церковь св. Троицы в селе Озерёво Тихвинского уезда той же губернии. Отсюда Михаил поступил в Боровичское духовное училище и после его окончания в 1883 году — в Новгородскую духовную семинарию, которую окончил 1889 году, а в 1893 году — Санкт-Петербургскую духовную академию со степенью кандидата богословия с правом соискания степени магистра богословия без устного экзамена. Кандидатская работа была написана по теме «История монастырской проповеди на Руси в XV и XVI веках».
По ходатайству Иоанна Кронштадтского он был определён на должность псаломщика Андреевского собора в Кронштадте. В сентябре 1893 года он вступил в брак с выпускницей кронштадтской Александринской женской гимназии, дочерью диакона Андреевского собора Антониной Николаевной Стефановской и 10 октября митрополитом Санкт-Петербургским и Ладожским Палладием был хиротонисан во диакона. В 1895 году, 28 апреля, состоялась его хиротония во пресвитера, после чего он был переведён на должности настоятеля Александро-Невской церкви во 2-м Кадетском корпусе и законоучителя корпуса. 6 мая 1909 года был возведён в сан протоиерея.
После закрытия в 1917 году кадетского корпуса, 30 июня 1918 года он был переведён на освободившуюся священническую вакансию во Введенской церкви на Петроградской стороне согласно его прошению от 29.06.1918, поданного на имя митрополита Петроградского и Гдовского Вениамина (Казанского).
После объявления «Красного террора», 13 сентября 1918 года, был арестован без предъявления обвинений по ордеру ЧК и заключён в тюрьму Петроградской ЧК — Трубецкой бастион Петропавловской крепости; спустя месяц был освобождён, обвинения так и не были предъявлены. С 19 июля 1919 года был настоятелем Князь-Владимирского собора; 22 февраля 1920 года избран благочинным 8-го Петроградского округа.
19 апреля 1922 года, в ходе развернутой властями кампании по изъятию церковных ценностей, прихожанами Князь-Владимирского собора было оказано противодействие и 20 мая 1922 года протоиерей Михаил Союзов был арестован и 5 июля приговорён по обвинению в «распространении преступных воззваний митрополита Вениамина среди приходов и верующих» к 3 годам тюремного заключения строгой изоляции; вину не признал и 19 октября 1922 года скончался в тюремной больнице от сыпного тифа. Был похоронен на Смоленском православном кладбище на восточной стороне Троицкой дорожки, рядом с сестрой Анной, недалеко от часовни святой блаженной Ксении Петербургской.
Реабилитирован Президиумом Верховного Суда РСФСР 31 октября 1990 года.

## Награды
- Медаль в память в Бозе почившего Императора Александра III и серебряный наперсный крест — 14.05.1896[8];
- Набедренник — 27.11.1897[8];
- Скуфья — 25.03.1901[8];
- Камилавка — 06.05.1904[8];
- Золотой наперсный крест — 06.05.1906[8];
- Орден св. Анны III степени — 06.05.1913[9];
- Орден св. Анны II степени — 01.05.1915[9];
- Орден св. князя Владимира IV степени — 15.10.1916[9];
- Палица — 29.06.1917[4];
- Митра — 1921[1].

## Канонизация
Причислен к лику святых в лике новомучеников и исповедников Церкви Русской решением Священного синода Русской православной церкви от 25 августа 2022 года.
В честь священноисповедника, пресвитера Петроградского Михаила Союзова в Санкт-Петербурге, недалеко от станции метро «Обухово», был построен деревянный храм, освящённый иерейским чином 11.02.2023 благочинным Невского округа протоиереем Алексием Скляровым; это первый храм, освящённый в честь святого Михаила Союзова.

## Обретение мощей
Обретение мощей пресвитера Михаила Союзова состоялось 22.12.2022 на Смоленском православном кладбище; под звон колоколов мощи перенесли в церковь Воскресения Христова, а затем в церковь Смоле́нской иконы Божией Матери. Оттуда 04.02.2023, перед праздником новомучеников и исповедников Церкви Русской, мощи торжественно перенесли в Князь-Владимирский собор, где их встречали духовные лица Санкт-Петербургской епархии, возглавляемые митрополитом Санкт-Петербургским и Ладожским Варсонофием, прихожане собора, а также курсанты Военно-космической академии имени А. Ф. Можайского под началом д. в. н. генерал-майора А. Н. Нестечука. С того времени мощи святого Михаила Союзова покоятся в Князь-Владимирском соборе и доступны для поклонения; память установлена в день кончины священноисповедника — 6 октября ст. ст. (19 октября н. ст.).
На месте захоронения святого теперь современный каменный памятник-кенотаф с выгравированной иконой Союзова и надписью под ней: «Место захоронения священноисповедника Михаила Союзова пресвитера Петроградского. Мощи были обретены 22 декабря 2022 года и перенесены в Князь-Владимирский собор»; рядом такой же памятник на могиле его сестры Анны Фёдоровны Союзовой (1871—1911). До обретения мощей на могиле священника была раковина, которую привели в порядок клир и прихожане Смоленской церкви, установив крест и табличку, согласно фотографиям.

## Сочинения
- Законоучитель, свящ. М. Ф. Союзов. Пастырские наставления кадетам II-го Корпуса / Цензор архимандрит Мефодий. — 2-го кадетского корпуса. — СПб.: Тип. Морского министерства, в Главном Адмиралтействе, 1896. — 16 с.
- Сост. свящ. М. Ф. Союзов. Историческая записка церкви 2-го Кадетского корпуса 1743-1804 г. 1804-1904 г. / С разрешения Директора 2-го Кадетского Корпуса. — СПб.: Типо-лит. С.-Петерб. тюрьмы, 1904. — 28 с.